# Chrysocorythus estherae
El serín montano (Chrysocorythus estherae) es una especie de ave paseriforme de la familia Fringillidae propia de las montañas del archipiélago malayo.
Anteriormente el serín orejinegro estuvo asignado al género Serinus, pero un análisis filogenético de secuencias de ADN mitocondrial descubrió que la especie no estaba muy emparentada con otros miembros de Serinus ni con el pinzón geográficamente más próximo, el verderón de Vietnam. Así la especie fue catalogada en el género independiente Chrysocorythus, nombre que había propuesto con anterioridad el ornitólogo alemán Hans Edmund Wolters en 1967.

## Distribución y hábitat
Se le encuentra en las montañas de Sumatra, Java, Célebes (en Indonesia) y Mindanao (en Filipinas). Su hábitat natural son los bosques montanos húmedos tropicales y las  praderas de altitud tropicales.